# Aston Martin AMR21
Aston Martin AMR21 byl závodní vůz Formule 1 navržený a vyvinutý týmem Aston Martin, který se v sezóně 2021 znovu připojil do šampionátu Formule 1. Jednalo se o první vůz, který přihlásil vracející se tým Aston Martin. Vůz řídili Sebastian Vettel a Lance Stroll. Vettel, který měl ve zvyku pojmenovávat svá auta od dob svého působení v Toro Rosso, pojmenoval své auto „Honey Ryder“ v odkazu na postavu Ursuly Andressové z filmu o Jamesi Bondovi — Dr. No z roku 1962.

## Prvotní návrh a vývoj
Vůz byl evolucí vozu Racing Point RP20, který používal předchůdce týmu Aston Martin Racing Point během sezóny 2020.

## Shrnutí sezóny
Při úvodní Grand Prix Bahrajnu se Stroll kvalifikoval na desátém místě. Vettel se nejprve kvalifikoval na osmnáctém místě, ale před závodem dostal pětimístnou penalizaci na startovním roštu za nerespektování dvojitých žlutých vlajek během kvalifikace, takže startoval z posledního místa. Stroll dojel na desátém místě, zatímco Vettel dokázal získat šest pozic ze své výchozí pozice a posunul se na čtrnácté místo, než dostal desetisekundovou penalizaci kvůli kolizi s Oconem ve 45. kole a nakonec skončil na patnáctém místě. Při Grand Prix Emilia Romagna se Stroll kvalifikoval na desátém místě a Vettel na třináctém místě. Navzdory kvalifikaci odstartoval Vettel z boxové uličky kvůli problémům s brzdami. Nakonec Vettel odstoupil v 61. kole kvůli problémům s převodovkou. Stroll zpočátku skončil na sedmém místě, ale po závodě dostal pětisekundovou penalizaci za to, že si zkrátil šikanu Tamburello, čímž se propadl na osmé místo. Při Grand Prix Ázerbájdžánu získal Vettel první pódium pro Aston Martin ve Formuli 1, když skončil druhý.
Upravený vůz AMR21 byl použit při testování směsí pneumatik pro sezónu 2022, které se konalo po Grand Prix Abú Zabí 2021.

## Racing Pride
V červnu 2021 oznámil Racing Pride sérii spoluprací s Aston Martinem na podporu LGBTQ+, které sloužilo k rozmanitosti a začlenění komunity. Ve stejné době jako Měsíc hrdosti 2021 se díky spolupráci objevila loga Racing Pride na vozech Aston Martin při Grand Prix Francie 2021.
Čtyřnásobný šampion F1 a pilot Aston Martinu Sebastian Vettel o partnerství řekl: „Chci pomoci zdůraznit pozitivitu kolem poselství začlenění a přijetí. Blahopřeji lidem, kteří prosadili diskusi, která vedla k širšímu začlenění; Stejně tak jsem si vědom toho, že je třeba udělat více pro změnu postojů a odstranění většiny zbývající negativity. Je skvělé vidět, že tým Aston Martin Cognizant F1 podporuje tento problém – je před námi dlouhá cesta, ale já jsem opravdu rád, že můžeme hrát pozitivní roli."

## Pozdější využití
Vůz AMR21 byl použit na Hungaroringu v září 2023 při soukromém testování týmu, kterého se zúčastnili Felipe Drugovich a Jessica Hawkins. V říjnu se uskutečnily soukromé testy na okruhu Silverstone pro Luka Browninga jako součást Browningovy ceny za vítězství v soutěži Autosport BRDC Award.

## Kompletní výsledky ve Formuli 1
| Legenda k tabulce | Legenda k tabulce                                                                       |
| Barva             | Výsledek                                                                                |
| ----------------- | --------------------------------------------------------------------------------------- |
| Zlatá             | Vítěz                                                                                   |
| Stříbrná          | 2. místo                                                                                |
| Bronzová          | 3. místo                                                                                |
| Zelená            | Bodované umístění                                                                       |
| Modrá             | Nebodované umístění                                                                     |
| Modrá             | Dokončil neklasifikován (NC)                                                            |
| Fialová           | Odstoupil (Ret)                                                                         |
| Červená           | Nekvalifikoval se (DNQ)                                                                 |
| Červená           | Nepředkvalifikoval se (DNPQ)                                                            |
| Černá             | Diskvalifikován (DSQ)                                                                   |
| Bílá              | Nestartoval (DNS)                                                                       |
| Bílá              | Závod zrušen (C)                                                                        |
| Světle modrá      | Pouze trénoval (PO)                                                                     |
| Světle modrá      | Páteční testovací jezdec (TD)                                                           |
| Bez barvy         | Netrénoval (DNP)                                                                        |
| Bez barvy         | Vyřazen (EX)                                                                            |
| Bez barvy         | Nepřijel (DNA)                                                                          |
| Bez barvy         | Odvolal účast (WD)                                                                      |
| Bez barvy         | Nezúčastnil se (prázdné)                                                                |
| Označení          | Význam                                                                                  |
| Tučnost           | Pole position                                                                           |
| Kurzíva           | Nejrychlejší kolo                                                                       |
| †                 | Jezdec nedojel do cíle, ale byl klasifikován, protože odjel více než 90 % délky závodu. |
| ‡                 | Byl udělován poloviční počet bodů, protože bylo odjeto méně než 75 % délky závodu.      |
| Horní index       | Umístění bodujících jezdců ve sprintu                                                   |

| Rok    | Tým                            | Motor               | Pneumatiky | Jezdci           | 1   | 2   | 3   | 4   | 5   | 6   | 7   | 8   | 9   | 10  | 11  | 12   | 13  | 14  | 15  | 16  | 17  | 18  | 19  | 20  | 21  | 22  | Body | Umístění |
| ------ | ------------------------------ | ------------------- | ---------- | ---------------- | --- | --- | --- | --- | --- | --- | --- | --- | --- | --- | --- | ---- | --- | --- | --- | --- | --- | --- | --- | --- | --- | --- | ---- | -------- |
| 2021   | Aston Martin Cognizant F1 Team | Mercedes-AMG F1 M12 | P          |                  | BHR | EMI | POR | ESP | MON | AZE | FRA | STY | AUT | GBR | HUN | BEL‡ | NED | ITA | RUS | TUR | USA | MXC | SAP | QAT | SAU | ABU | 77   | 7. místo |
| 2021   | Aston Martin Cognizant F1 Team | Mercedes-AMG F1 M12 | P          | Lance Stroll     | 10  | 8   | 14  | 11  | 8   | Ret | 10  | 8   | 13  | 9   | Ret | 20   | 12  | 7   | 11  | 9   | 12  | 14  | Ret | 6   | 11  | 13  | 77   | 7. místo |
| 2021   | Aston Martin Cognizant F1 Team | Mercedes-AMG F1 M12 | P          | Sebastian Vettel | 15  | 15† | 13  | 13  | 5   | 2   | 9   | 12  | 17† | Ret | DSQ | 5    | 13  | 12  | 12  | 18  | 10  | 7   | 11  | 10  | Ret | 11  | 77   | 7. místo |
| Zdroj: |                                |                     |            |                  |     |     |     |     |     |     |     |     |     |     |     |      |     |     |     |     |     |     |     |     |     |     |      |          |